# 諫早駅

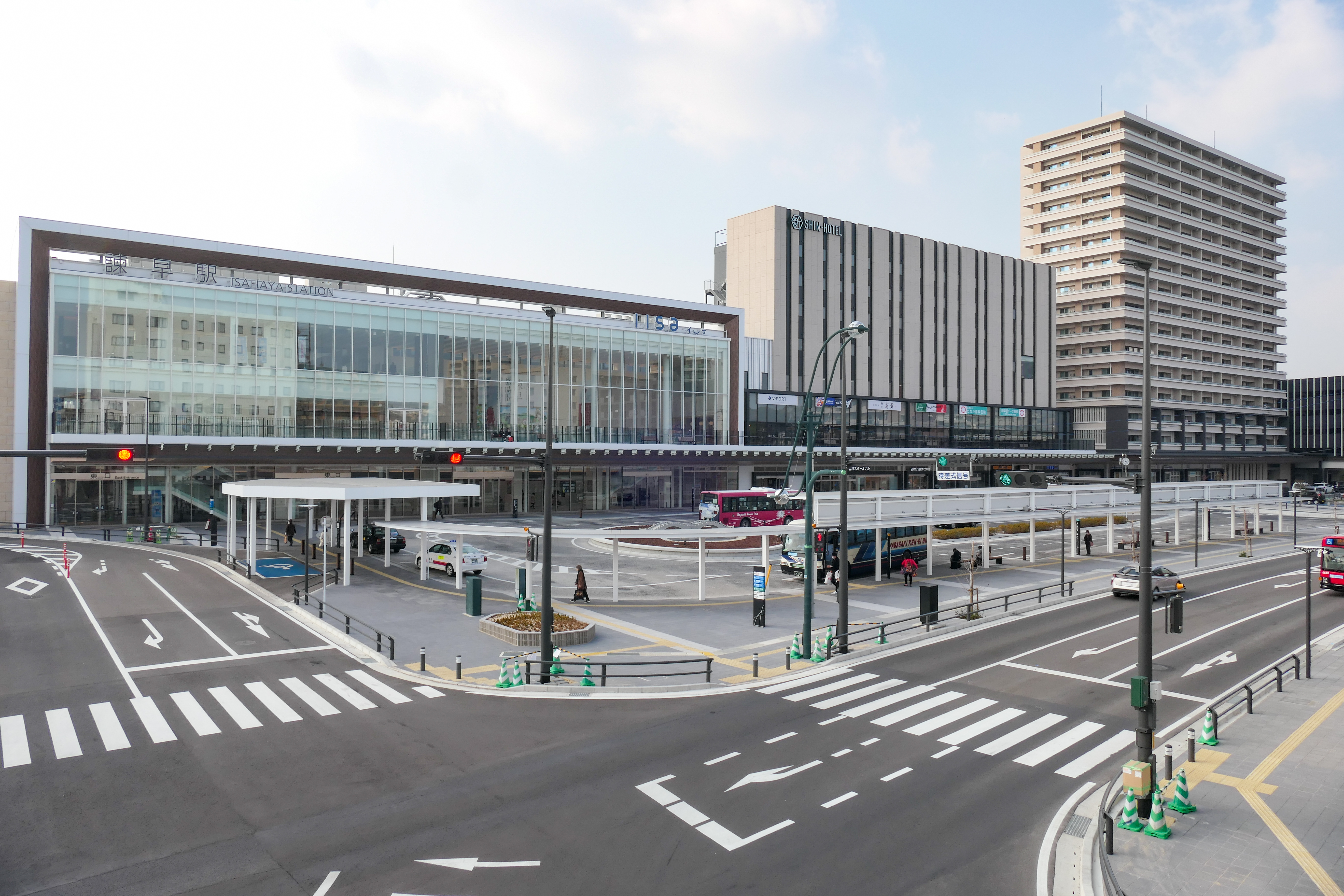
東口（2023年1月）

諫早駅（いさはやえき）は、長崎県諫早市にある、九州旅客鉄道（JR九州）・島原鉄道の駅である。

## 概要
諫早市の中心駅で、長崎県内で長崎駅に次いで2番目、長崎本線の駅では3番目に利用者が多い。島原鉄道の駅には「雲仙・島原口」の副駅名が設定されている。
JR九州の長崎本線と大村線と西九州新幹線、島原鉄道の島原鉄道線の計4路線が乗り入れている。大村線は当駅が終点、島原鉄道線は当駅が起点である。JR九州における当駅の所属線は長崎本線である。SUGOCAに対応するが、当駅がSUGOCA長崎エリアにおける長崎本線の東端駅であるため、長崎本線長崎方面（含む長与支線）と大村線の当駅から竹松までのみ利用可能であり、長崎本線鳥栖方面へは利用できない。西九州新幹線や島原鉄道でもSUGOCAは利用できない。
長崎本線の当駅と長崎駅の間は運転本数が多く設定されている。新線（市布経由）を通る列車は、普通列車が毎時上下各2本程度であり、ラッシュ時間帯以外で毎時上下各1本程度のピストン運転を行う。また、佐世保・大村線直通の快速列車も毎時上下各1本設定されており、当区間内の基本停車駅は喜々津駅・浦上駅のみだが、時間帯により諫早 - 長崎間は各駅に停車するものもある。旧線（長与経由）は普通列車のみの運転であるが、D&S列車「或る列車」・「ふたつ星4047」・「ななつ星 in 九州」は長与経由のルートで運転する。
長崎本線上り湯江駅・江北駅方面は普通列車が毎時1本程度で、一部時間帯では3時間程度普通列車の運転間隔が空く。大村線に関しては前述の快速列車と普通列車がそれぞれ毎時各1本ずつの運転である。
当駅を通る列車は回送列車や試運転列車も含めて、ほぼ全列車が停車し、通過する列車はごくわずかに限られている。西九州新幹線も例外ではなく、定期営業列車は全て停車し、回送列車などの一部の列車のみが通過する。
JRにおいてワンマン運転の際は当駅で精算方法が変わり、当駅 - 長崎駅間は長与支線を含めて車内精算を行わない。当駅 - 長崎駅は新幹線と長崎本線が並行しており（西九州新幹線は新線ルートの線増扱い）、選択乗車が可能である。なお新大村駅 - 当駅も新幹線と大村線が並行する形になっているが、こちらは選択乗車ができず、運賃が異なる。
JR九州の駅名標には「のんのこ踊り」がデザインされている。

## 歴史
- 1898年（明治31年）11月27日：九州鉄道長崎線の駅として開業[2]。
- 1907年（明治40年）7月1日：九州鉄道が国有化される[3]。
- 1909年（明治42年）10月12日：線路名称制定により、長崎本線の駅となる。
- 1911年（明治44年）8月21日：島原鉄道の諫早 - 本諫早間が開業。長崎本線と島原鉄道の駅となる。
- 1934年（昭和9年）
  - 3月24日：有明西線の諫早駅 - 湯江駅間が開業。長崎本線・有明西線と島原鉄道の駅となる。
  - 6月：2代目駅舎竣工[4]。
  - 12月1日：有明東線と有明西線が繋がったことにより、有明ルートが長崎本線となる。これに伴い、早岐 - 諫早間が大村線として分離され、長崎本線・大村線と島原鉄道の駅となる。
- 1949年（昭和24年）5月25日 - 昭和天皇のお召し列車が発着（昭和天皇の戦後巡幸）。停車時間を利用して駅前奉迎が行われた[5]。
- 1986年（昭和61年）11月1日：貨物および荷物の取り扱いを廃止[1]。
- 1987年（昭和62年）4月1日：国鉄分割民営化に伴い、長崎本線・大村線は九州旅客鉄道に継承[1]。九州旅客鉄道と島原鉄道の駅となる。
- 2010年（平成22年）3月24日：自動改札機を設置。
- 2012年（平成24年）12月1日：長崎本線（諫早駅 - 長崎駅間）及び大村線（諫早駅 - 竹松駅間）でICカード「SUGOCA」の利用を開始[6]。
- 2016年（平成28年）6月18日：仮駅舎に移転。新駅舎・自由通路の建設工事着工[7]。
- 2018年（平成30年）8月4日：JR線の橋上駅舎、および東口と西口を結ぶ自由通路の供用開始[7]。
- 2019年（平成31年・令和元年）
  - 2月5日：新幹線駅舎の工事に着手[8]。
  - 10月1日：島原鉄道の駅に「雲仙・島原口」の副駅名を設定[9]。
- 2022年（令和4年）9月23日：西九州新幹線が開業[10][11]。観光特急「ふたつ星4047」が運行を開始し、停車駅となる。当駅を含め、肥前浜駅 - 長崎駅間が非電化となる。

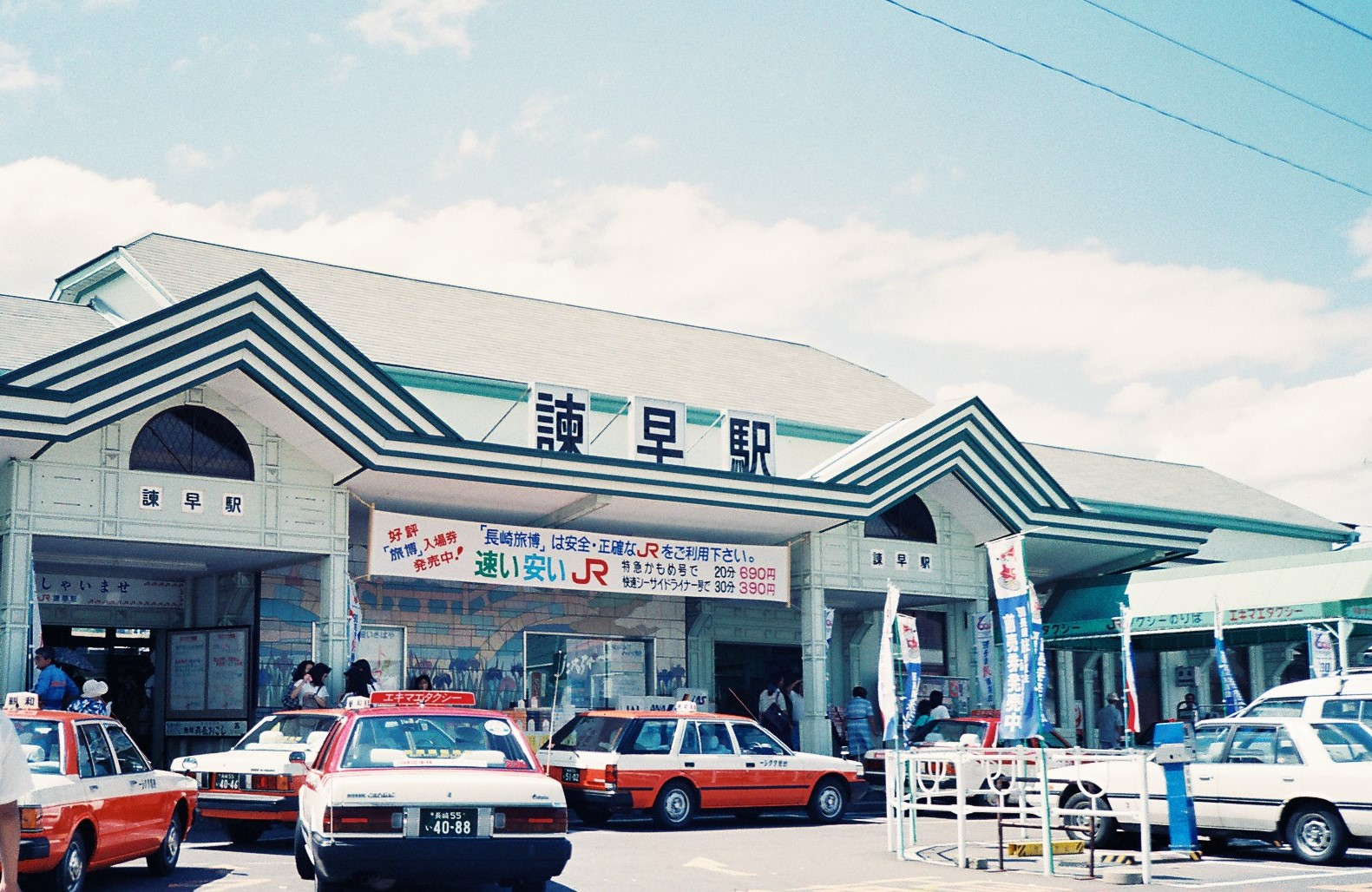
2代目駅舎（1990年8月）
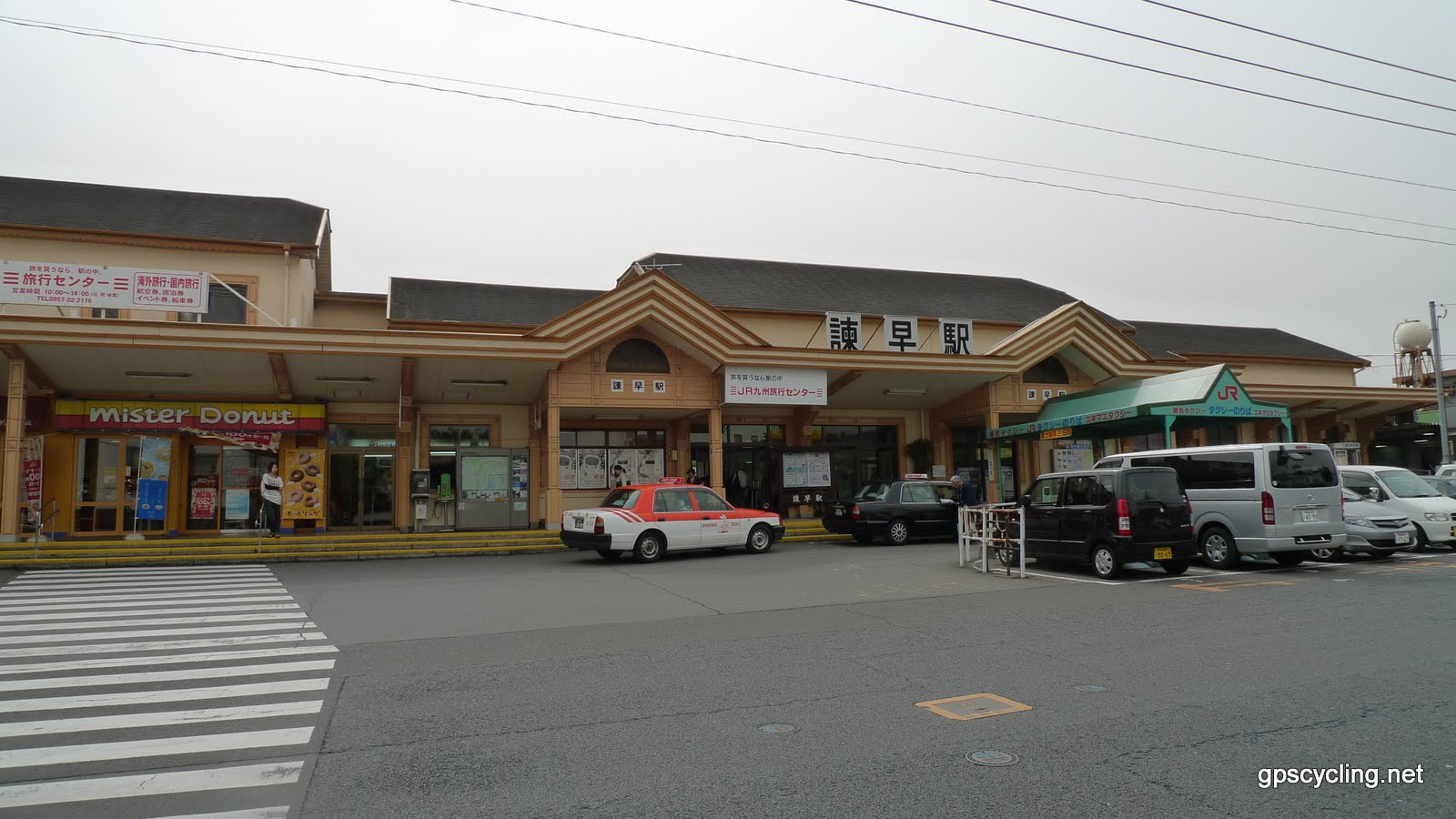
塗り替え後の2代目駅舎 （2011年5月）
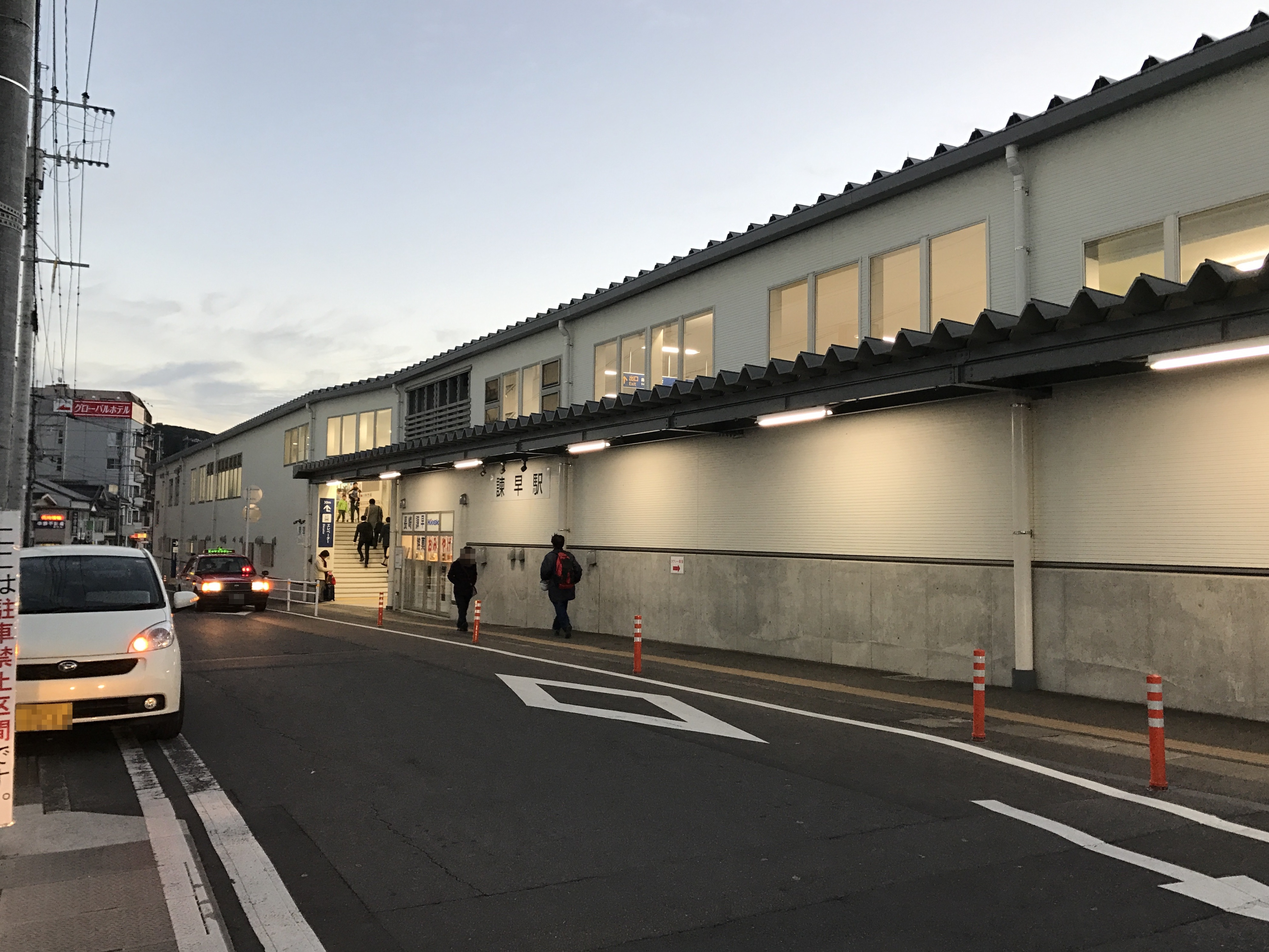
仮駅舎（2017年1月）

### 島原鉄道とJRの渡り線について
島原鉄道のりばから数100メートルJR線と並走した後、左右に分かれるが、その並走区間の途中には、国鉄時代に島原鉄道の列車が国鉄へ乗り入れていた名残としてJR線から島原鉄道に接続する渡り線がある。この渡り線を使用して急行列車が長崎駅・佐世保駅・小倉駅まで乗り入れていた。

## 駅構造

### JR九州
JR新幹線は2面2線、JR在来線は2面4線（1 - 4番線）を有する。新幹線には待避線がないため可動式安全柵が設置されている。新幹線もホームがほぼ地平に設置されており、全国的にも数少ない。

#### のりば
| のりば | 路線          | 方向 | 行先                           | 備考                             |
| ------ | ------------- | ---- | ------------------------------ | -------------------------------- |
| 在来線 |               |      |                                |                                  |
| 1 - 3  | ■長崎本線     | 下り | 長崎方面                       |                                  |
| 2 - 4  | ■大村線       | 上り | 早岐・佐世保方面               |                                  |
| 3・4   | ■長崎本線     | 上り | 江北方面                       | 3番のりば発着は一部の列車のみ    |
| 新幹線 |               |      |                                |                                  |
| 11     | ■西九州新幹線 | 上り | 武雄温泉・佐賀・鳥栖・博多方面 | 武雄温泉で博多方面行き特急と接続 |
| 12     | ■西九州新幹線 | 下り | 長崎行き                       |                                  |

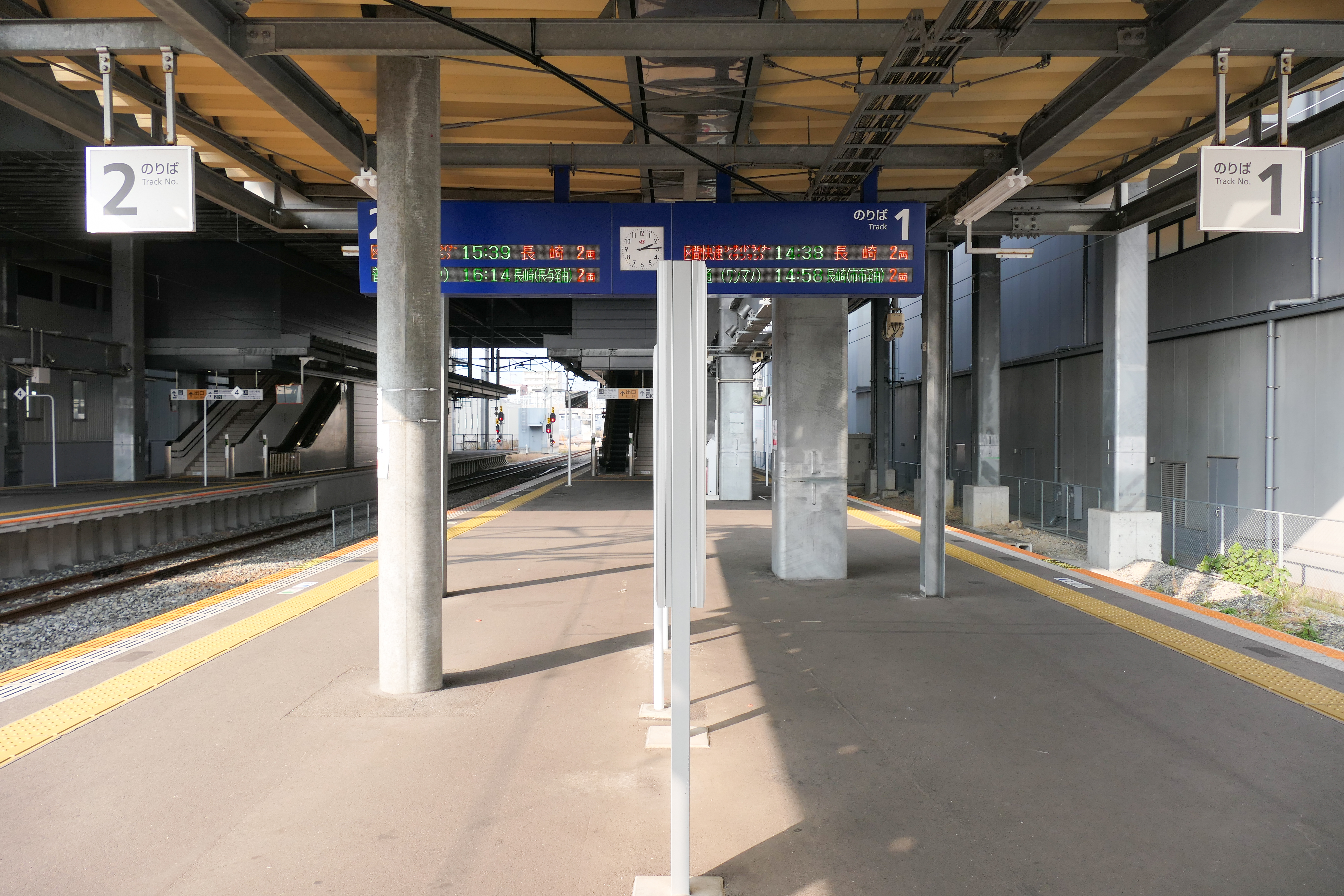
在来線1・2番のりば（2023年1月）
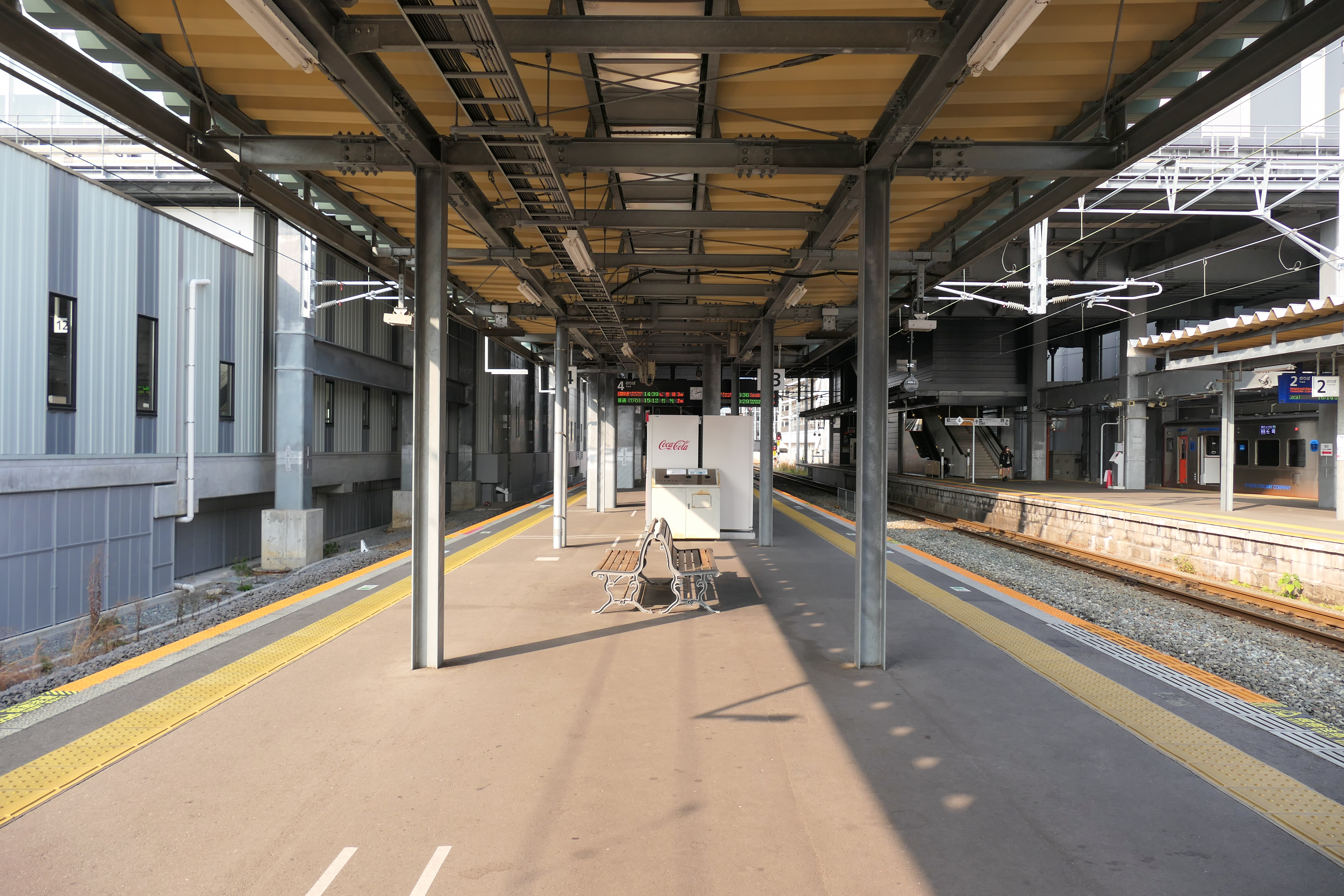
在来線3・4番のりば（2023年1月）
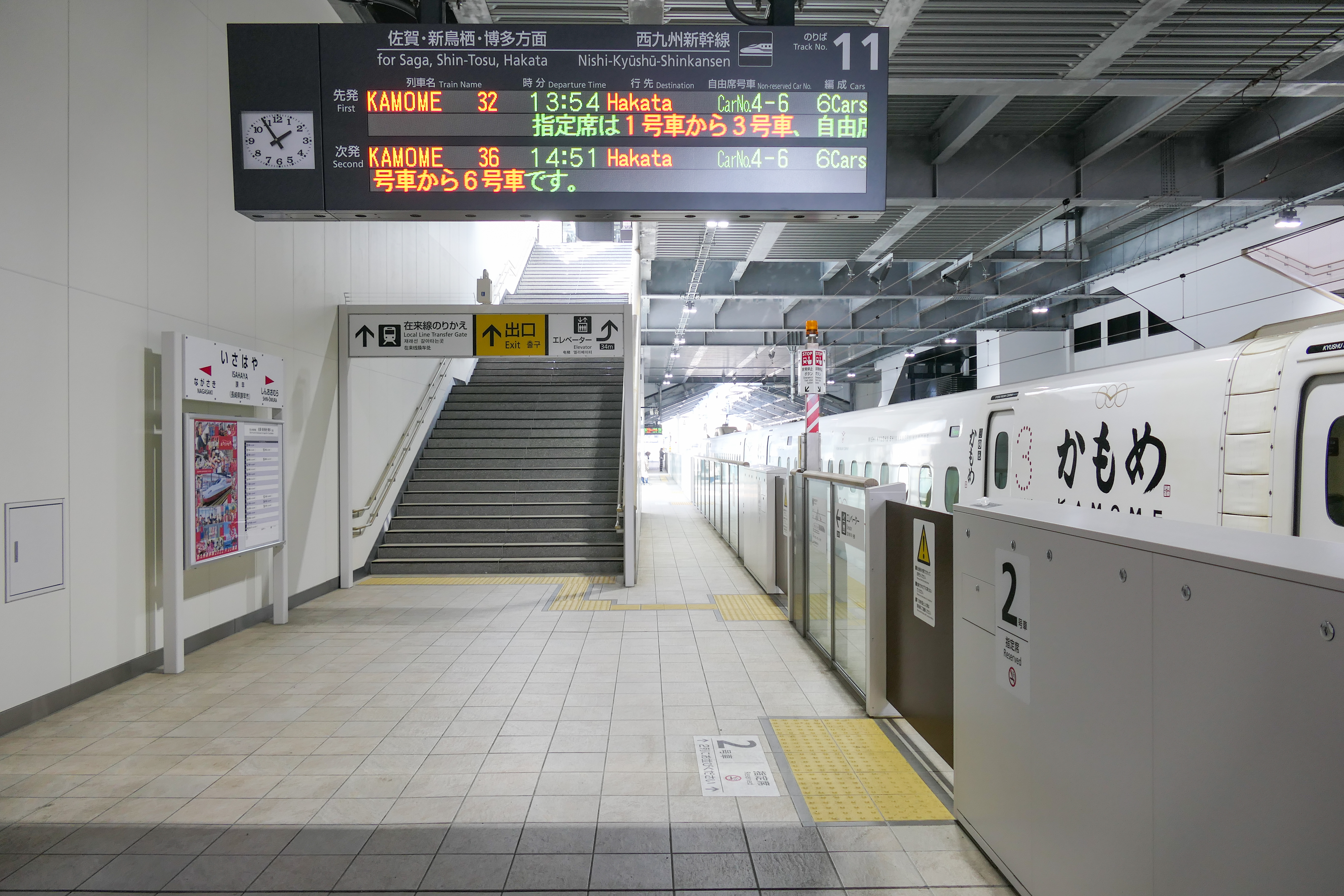
新幹線11番のりば（2023年1月）
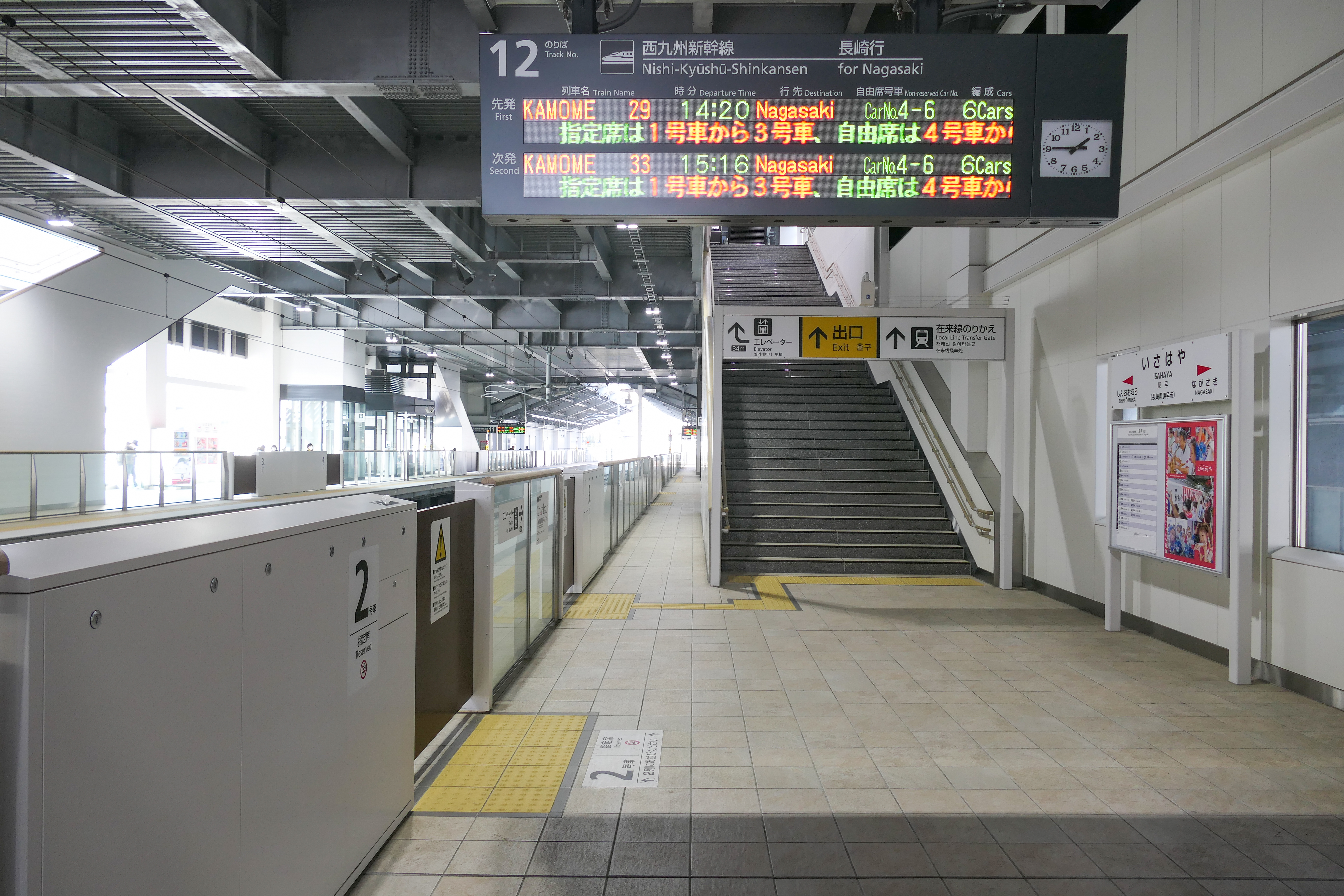
新幹線12番のりば（2023年1月）
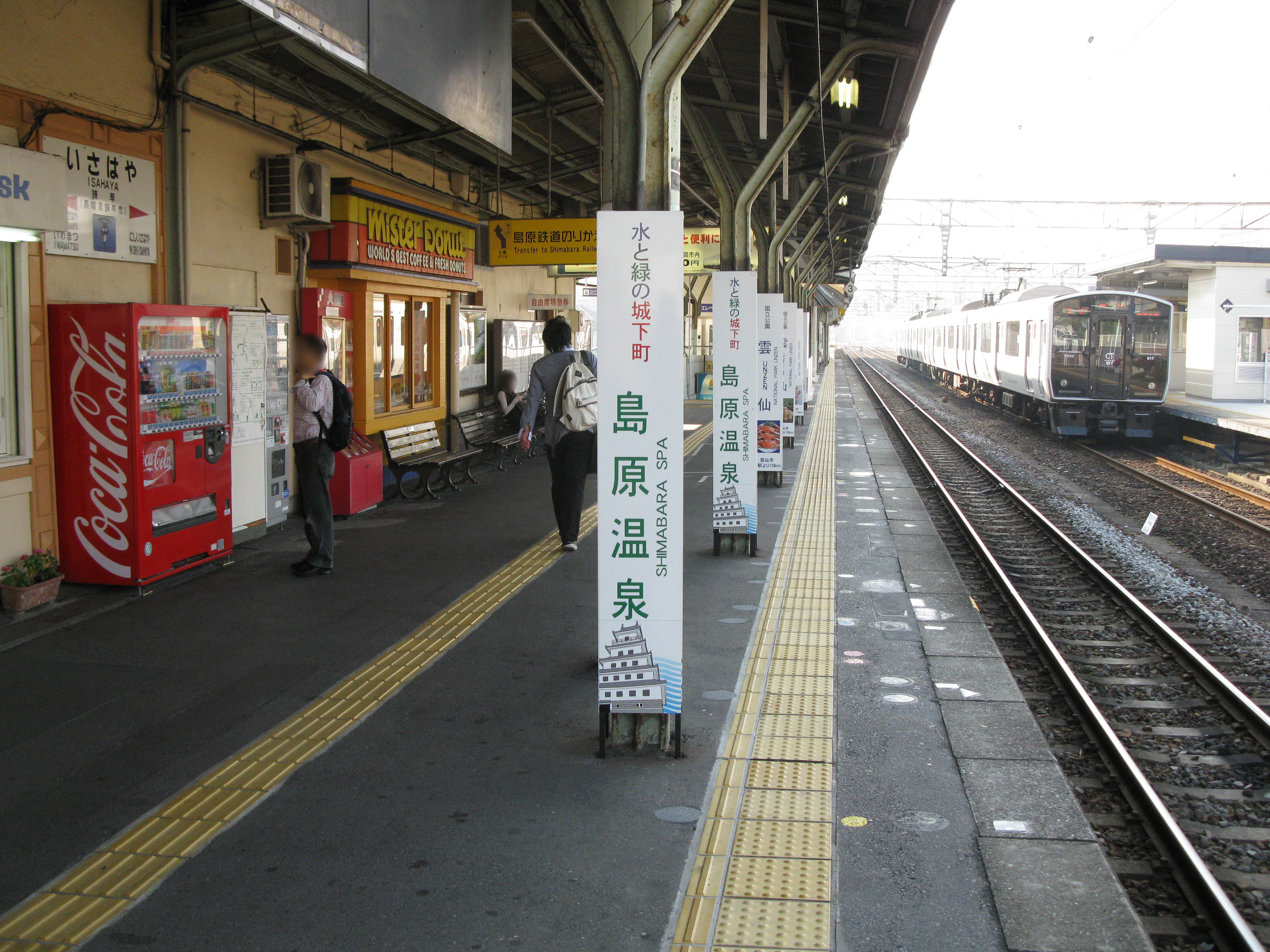
旧1番のりば（2009年10月）
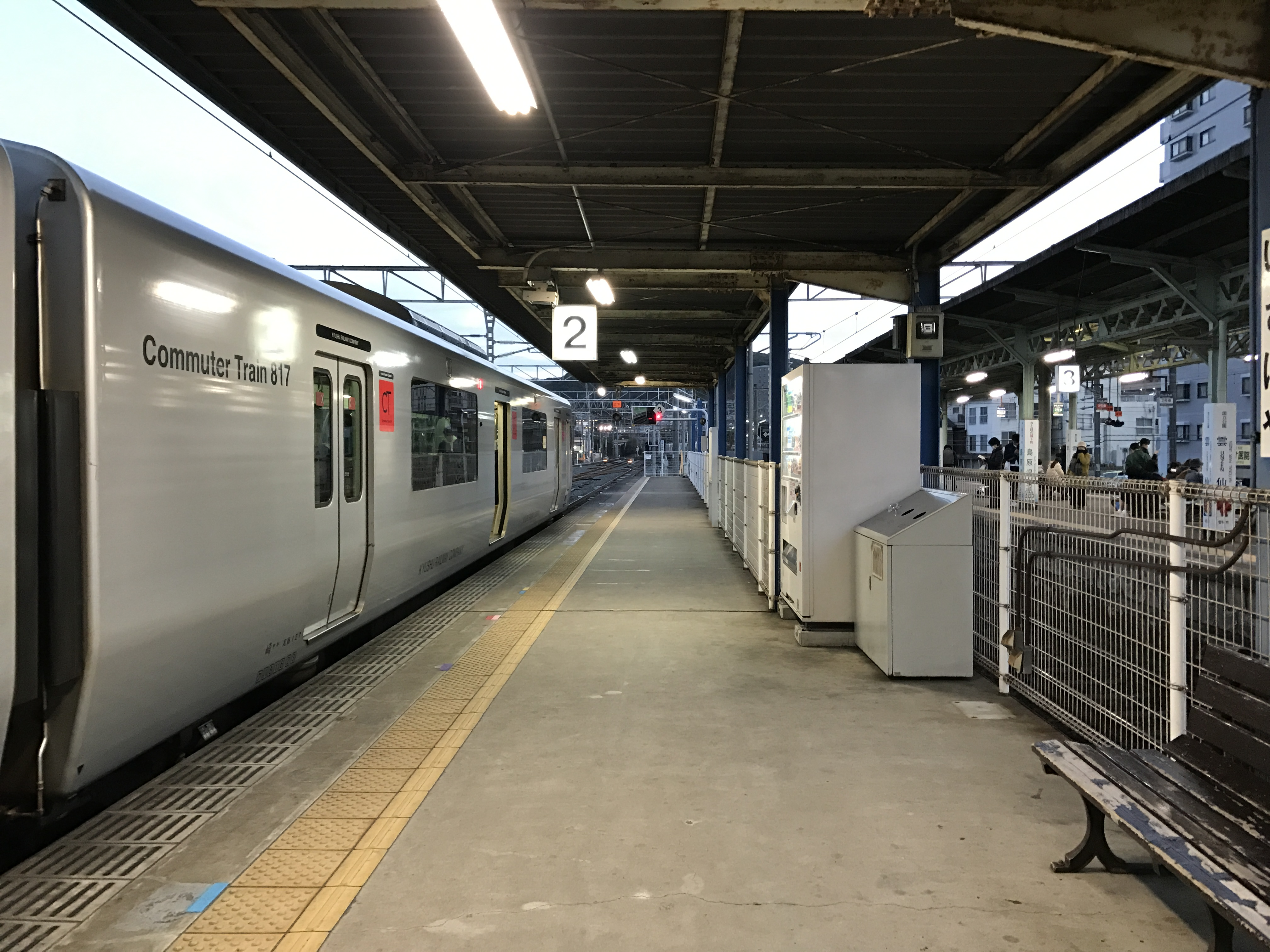
旧2番のりば（2017年1月）
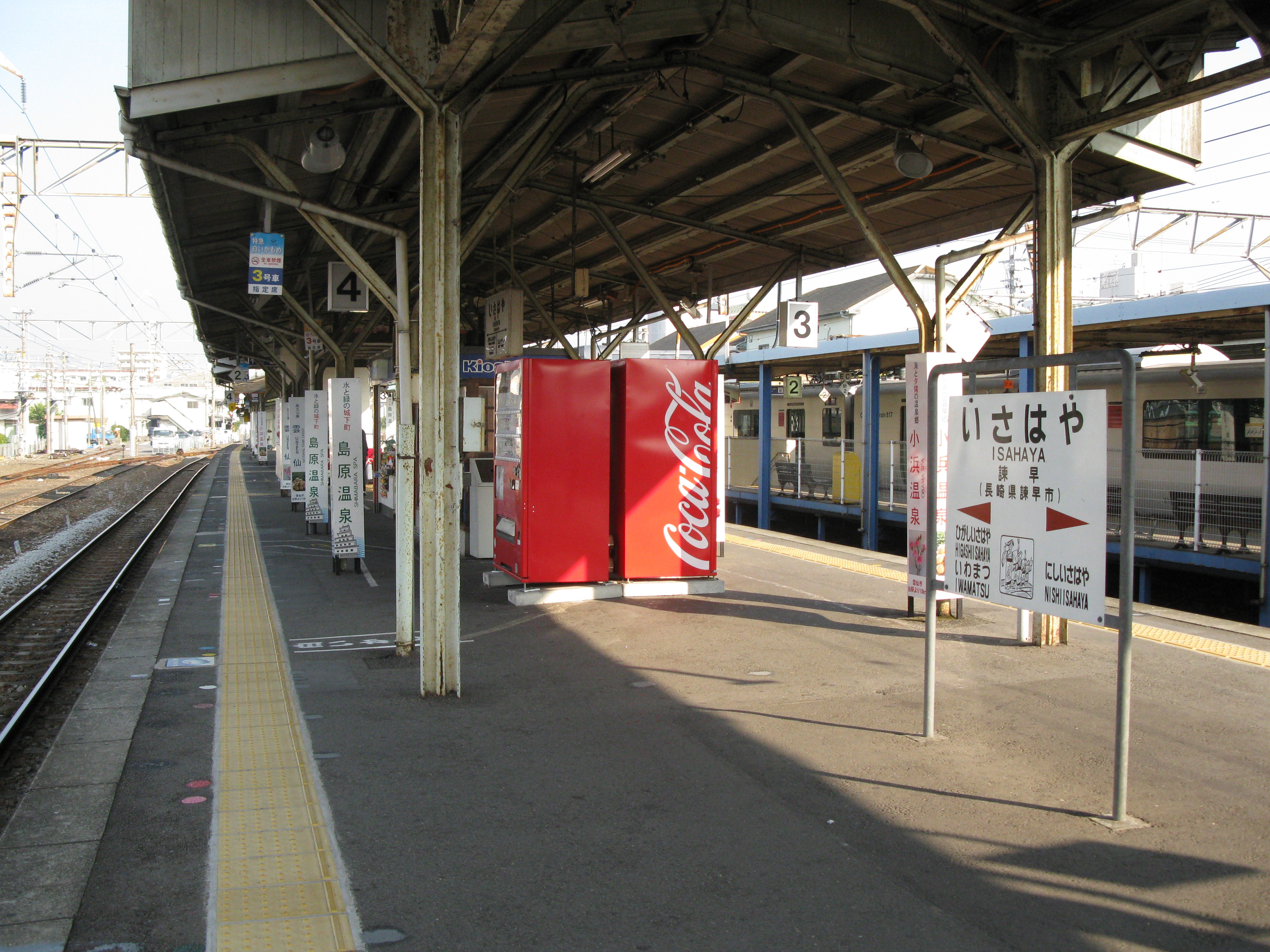
旧3・4番のりば（2009年10月）

### 島原鉄道
島原鉄道の駅は単式ホーム1面1線を有する。JR線と島原鉄道線との乗り継ぎには、改札口を出て自由通路を経由する必要がある。終日有人駅で自動券売機が設置されている。当駅は終着駅であるためワンマン列車でもホーム側の全てドアが開く。

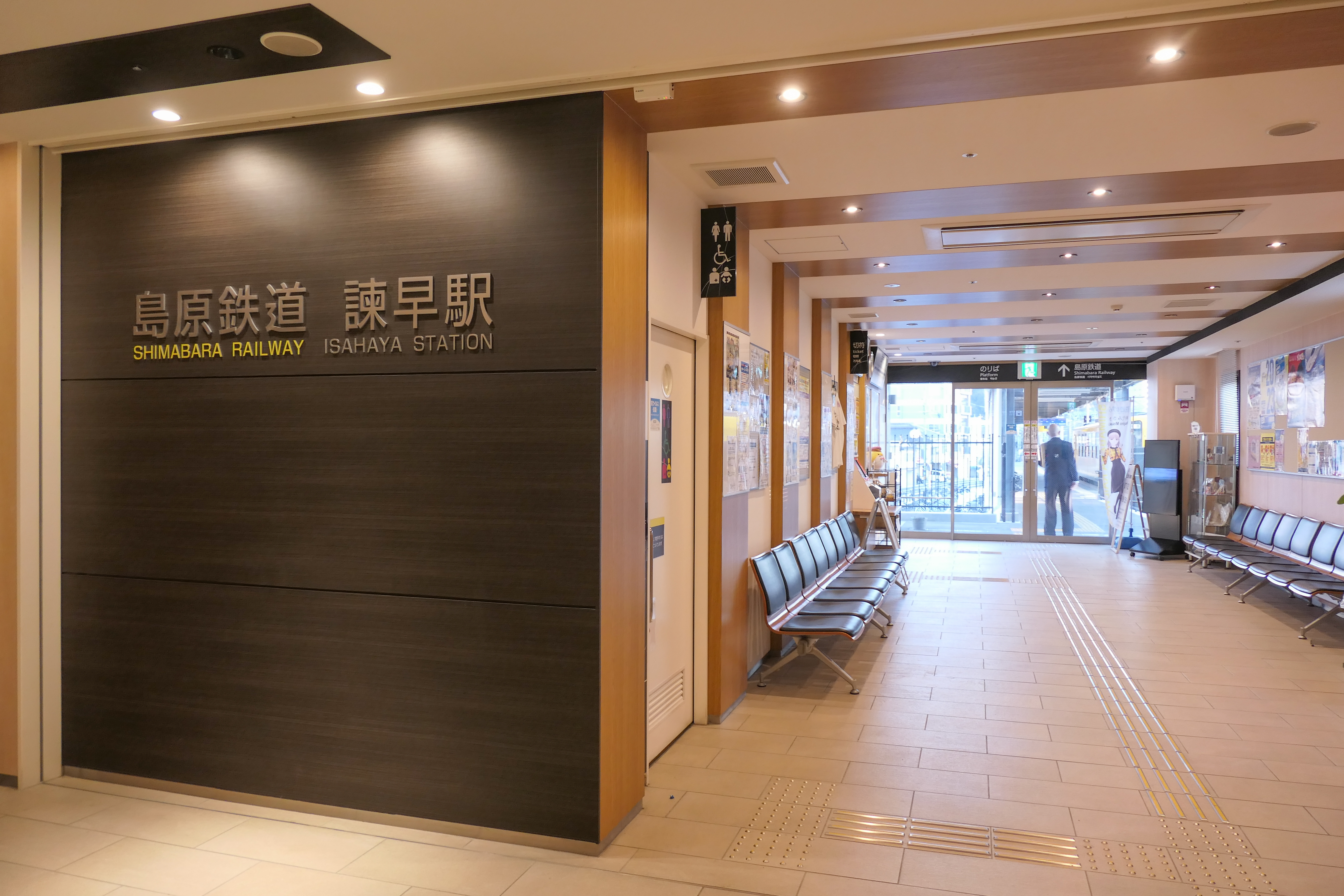
島原鉄道のりば入口（2023年1月）
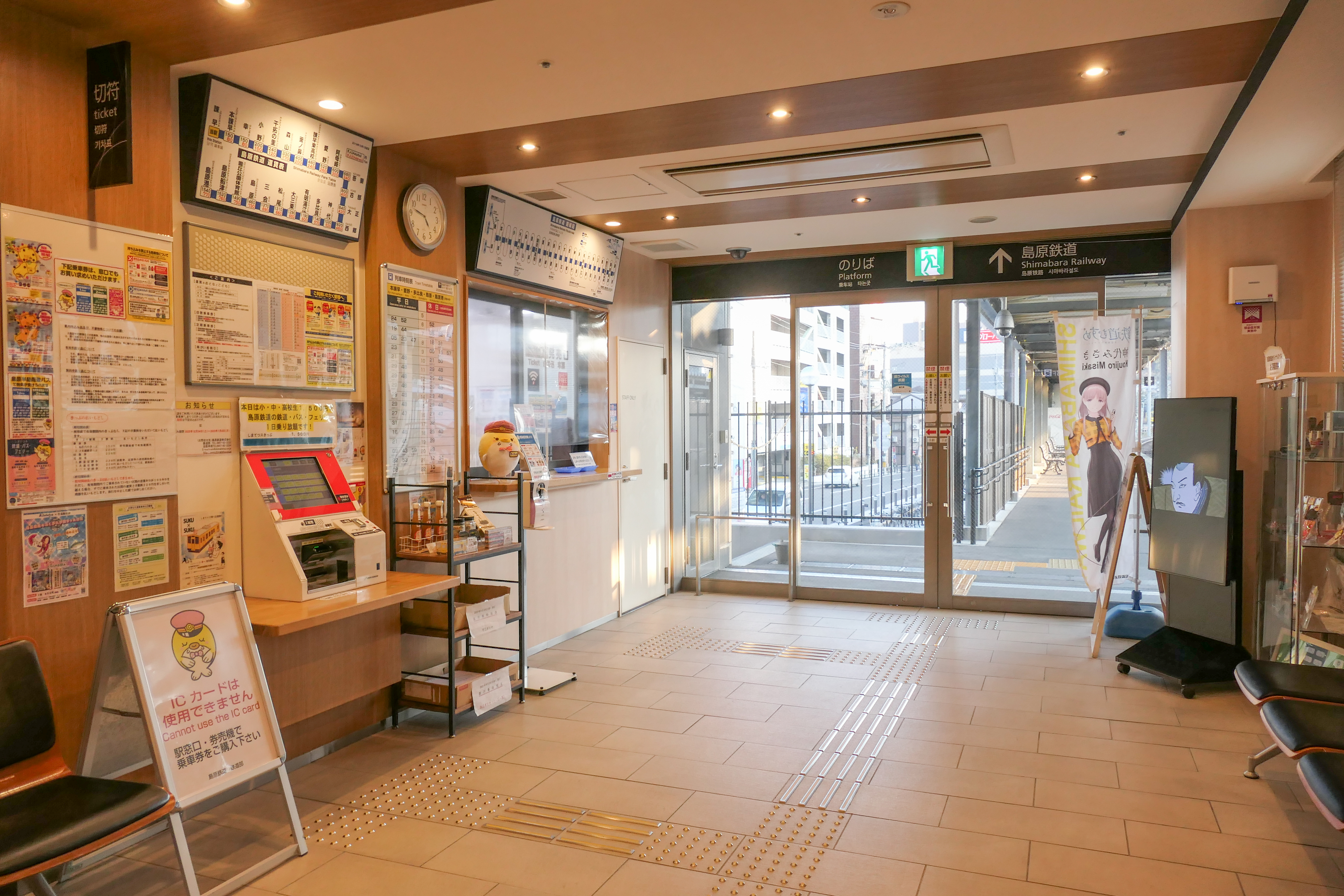
島原鉄道改札口（2023年1月）
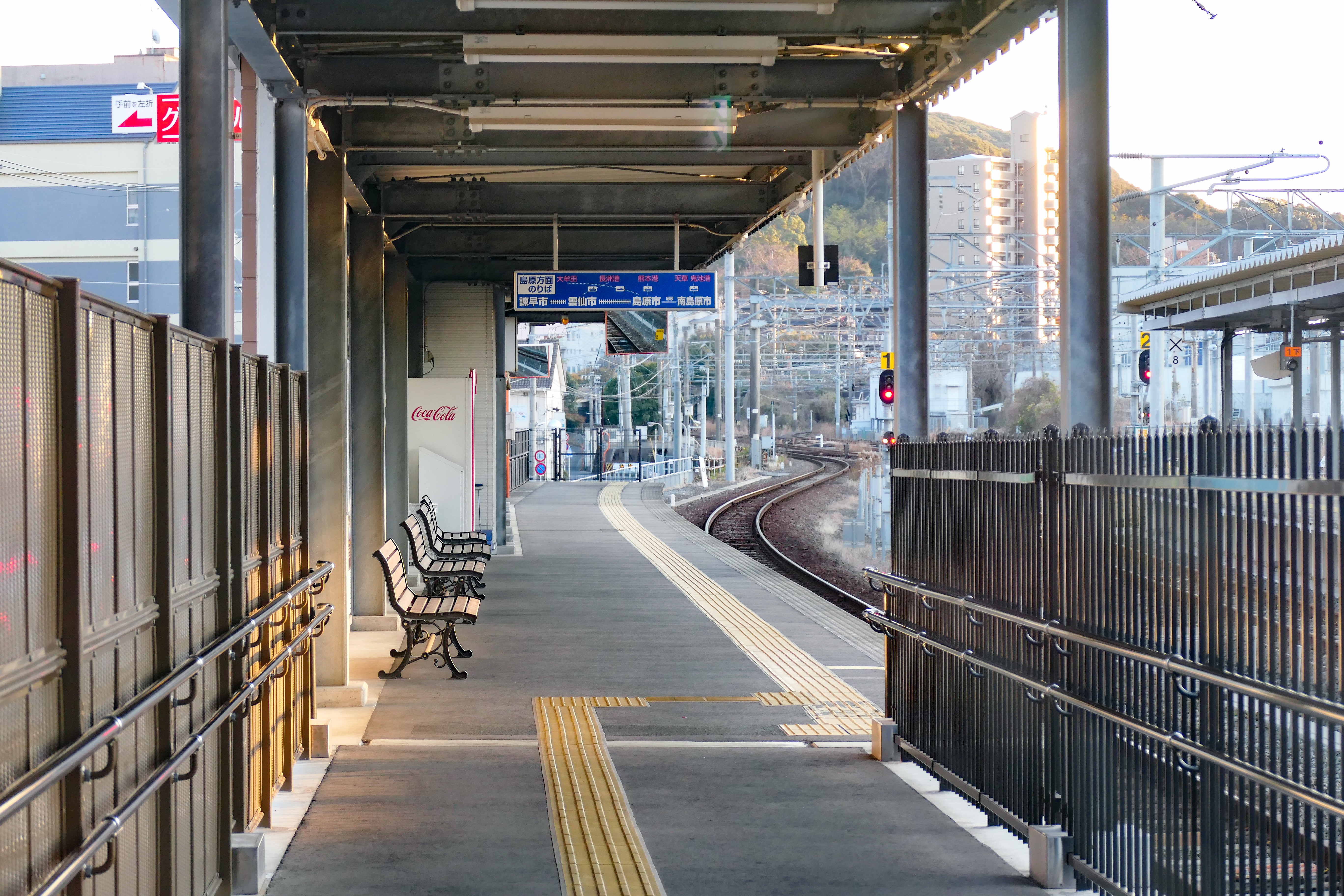
島原鉄道ホーム（2023年1月）

### 駅舎
JR線の駅舎3代目は、2018年8月より東口（永昌東町）と西口（永昌町）を結ぶ自由通路と接続した橋上駅舎となっている。駅舎にはJR線専用の改札口や待合室、みどりの窓口、自動券売機が設置され、JR線の各ホームとは階段とエレベーターとで接続されている。東口側は諌早市が駅周辺再開発整備の一環で整備した「再開発ビル1棟」と接続しており、島原鉄道線の駅舎（改札口・乗り場）の出入口が設けられている。島原鉄道は改札の分離に併せて駅員が配置されるようになり、自動券売機も1台設置されている。
先代の2代目駅舎は有明線が開通した1934年（昭和9年）竣工の木造2階建て（一部）で、外観は2か所の出入り口部のみ上った上屋軒先に、駅舎内も構成的な意匠が施された柱や梁、折り上げ天井の待合室など、洋館風のモダンなものであった。1990年代末期に外観の塗色が従来の緑色から茶色に塗り替えられたがそのほかの大きな変化はなかった。駅舎は駅の東側に位置しており、西側とは地下道で結ばれていたが、自由通路の供用開始により閉鎖された。

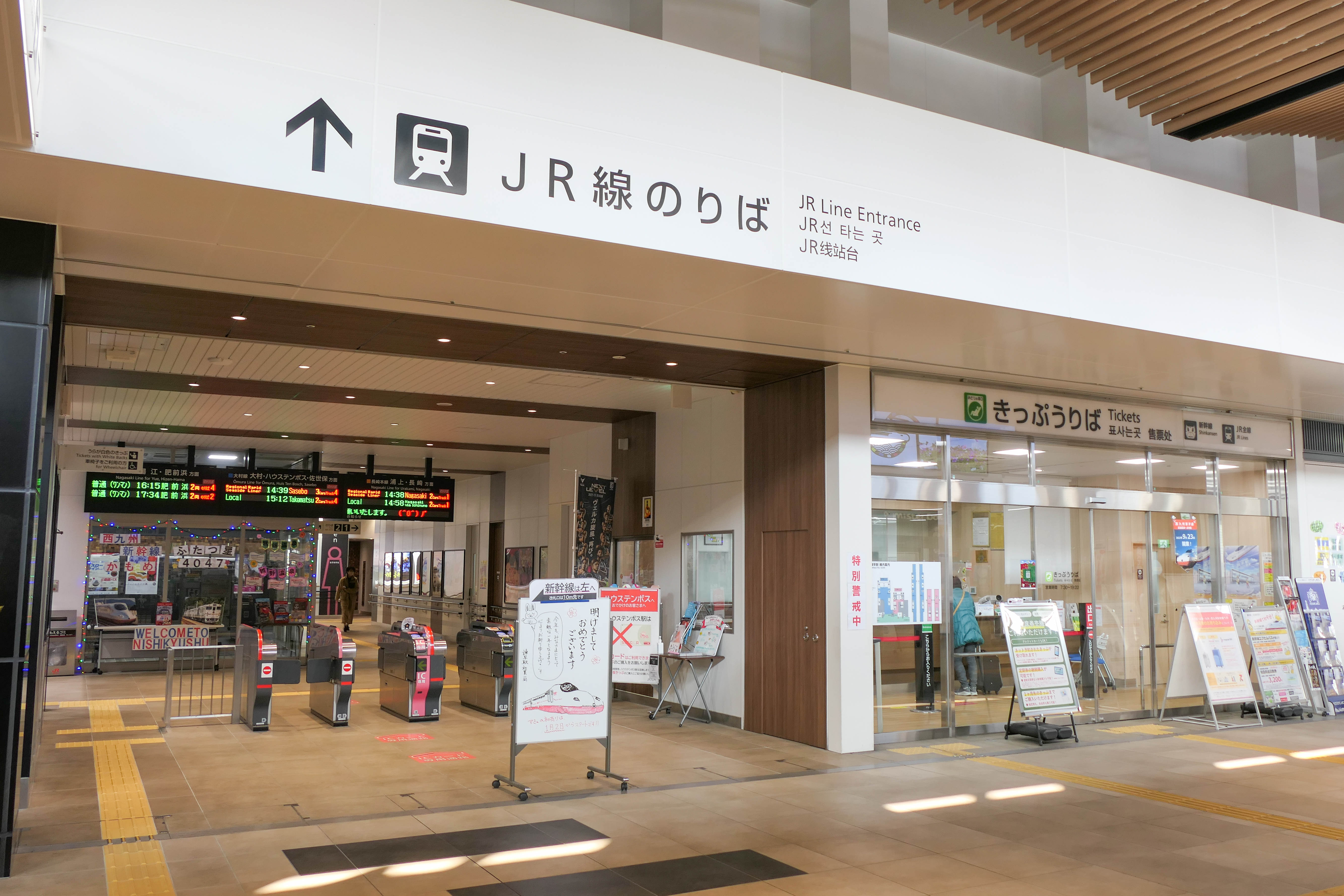
在来線改札口・みどりの窓口（2023年1月）
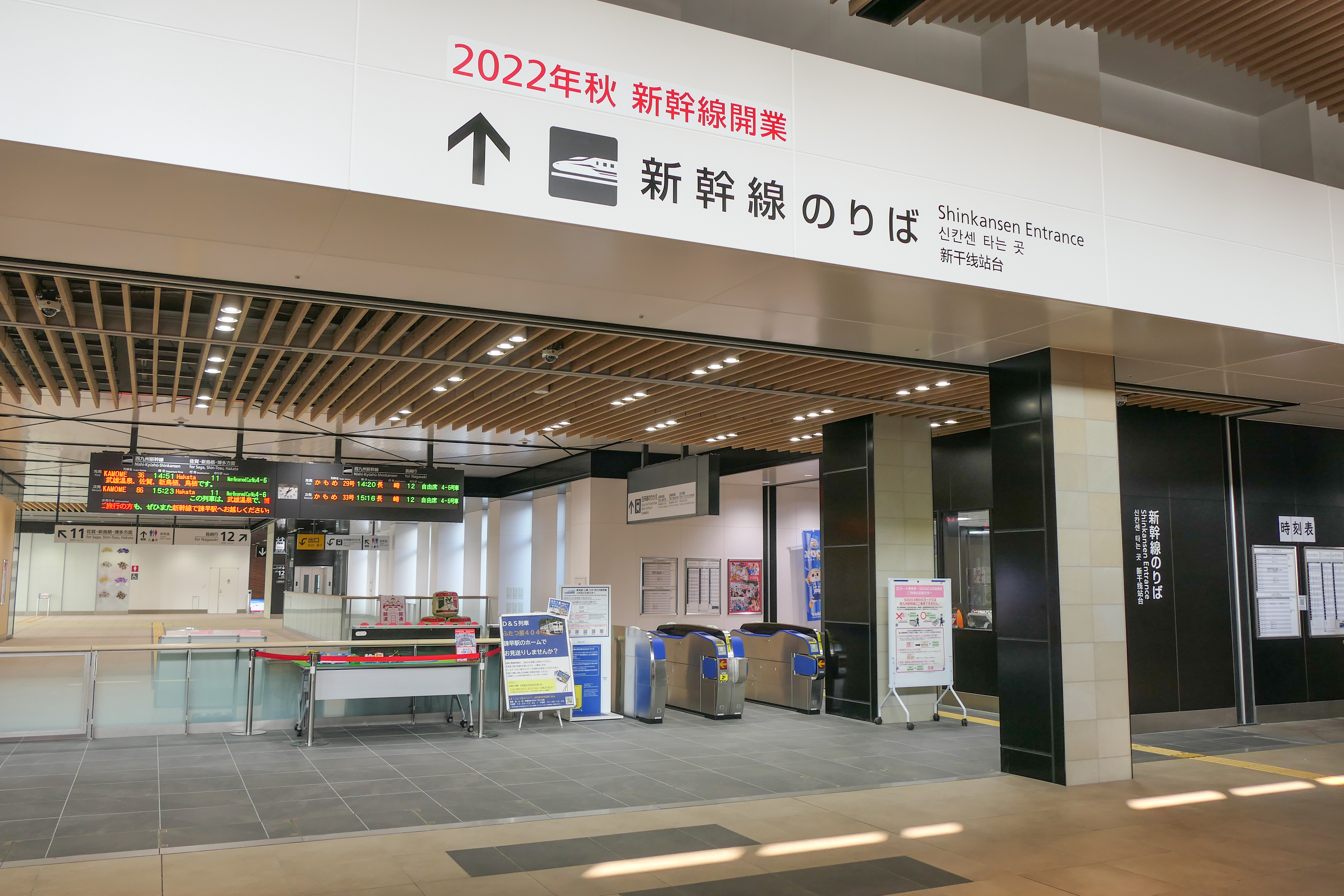
新幹線改札口（2023年1月）
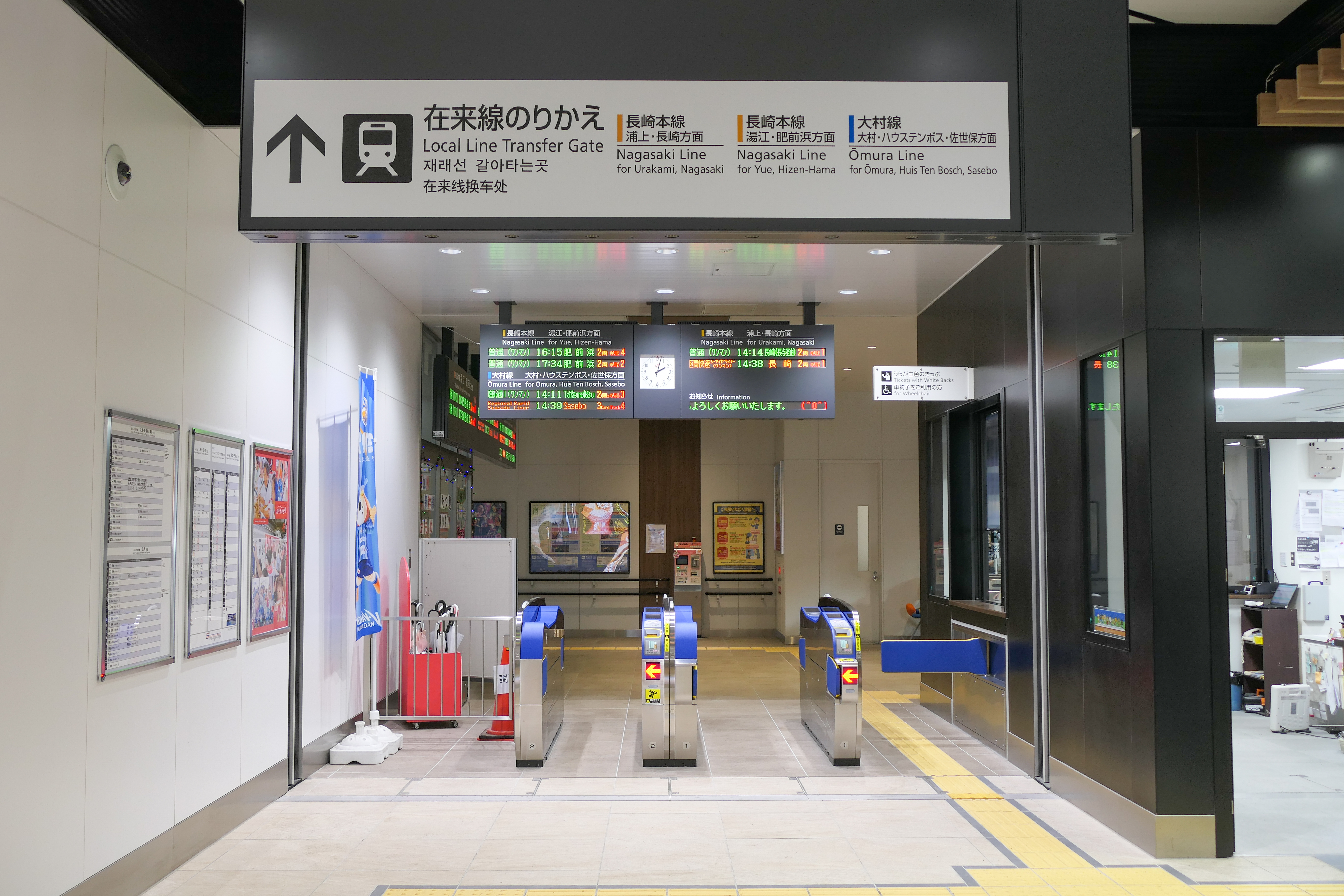
のりかえ改札口（2023年1月）
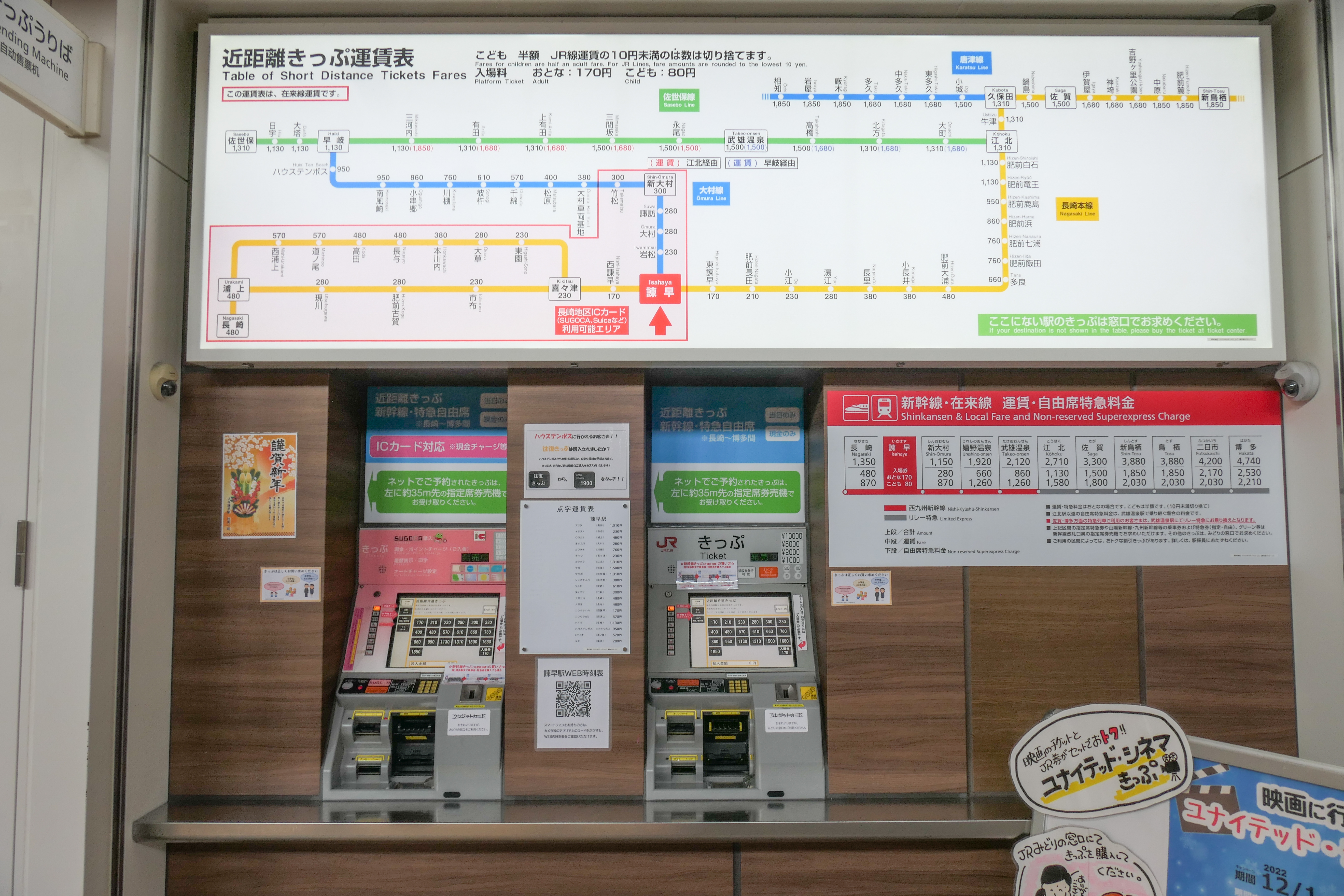
JR線切符券売機（2023年1月）

## 駅弁
2022年9月17日からファミリーマート銘品蔵諫早駅店で販売される。ただし、JTB時刻表 2025年3月号には諫早駅の駅弁の掲載は無い。
販売される駅弁は下記の通り。
- 新幹線かもめ弁当
- 鉄道開業150周年記念九州巡り旅弁当
- ミッキーマウス GO!GO!ランチ BOX

## 利用状況
- JR九州 - 2023年（令和5年）度の1日平均乗車人員は4,845人であり、JR九州の駅としては第41位である[18]。長崎県内の駅では長崎駅に次いで、長崎本線では佐賀駅、長崎駅に次いで3番目に利用者が多い駅である。
- 島原鉄道 - 2017年度の1日平均乗車人員は867人である。

| 年度   | JR九州           | 島原鉄道         |
| 年度   | 1日平均 乗車人員 | 1日平均 乗車人員 |
| ------ | ---------------- | ---------------- |
| 2000年 | 5,828            | 683              |
| 2001年 | 5,791            | 743              |
| 2002年 | 5,562            | 771              |
| 2003年 | 5,629            | 797              |
| 2004年 | 5,579            | 771              |
| 2005年 | 5,604            | 795              |
| 2006年 | 5,533            | 790              |
| 2007年 | 5,561            | 844              |
| 2008年 | 5,582            | 863              |
| 2009年 | 5,495            | 858              |
| 2010年 | 5,433            | 892              |
| 2011年 | 5,365            | 921              |
| 2012年 | 5,389            | 951              |
| 2013年 | 5,510            | 1,019            |
| 2014年 | 5,396            | 977              |
| 2015年 | 5,403            | 956              |
| 2016年 | 5,228            | 911              |
| 2017年 | 5,188            | 867              |
| 2018年 | 5,203            |                  |
| 2019年 | 5,134            |                  |
| 2020年 | 3,990            |                  |
| 2021年 | 4,062            |                  |
| 2022年 | 4,542            |                  |
| 2023年 | 4,845            |                  |

## 駅周辺
駅前にはバスターミナル・ビジネスホテルがあり、マンションも多い。諫早市役所など、市の中心部へは隣の島原鉄道本諫早駅の方が近い。
- 長崎県営バス・島鉄バス諫早ターミナル
- ミスタードーナツJR諫早ショップ
- 長崎県立諫早商業高等学校
- 鎮西学院大学
- 鎮西学院高等学校
- 長崎県立総合運動公園陸上競技場（トランスコスモススタジアム長崎）
- JCHO諫早総合病院（諫早病院）
- まるたか生鮮市場諫早駅前店

## バス路線

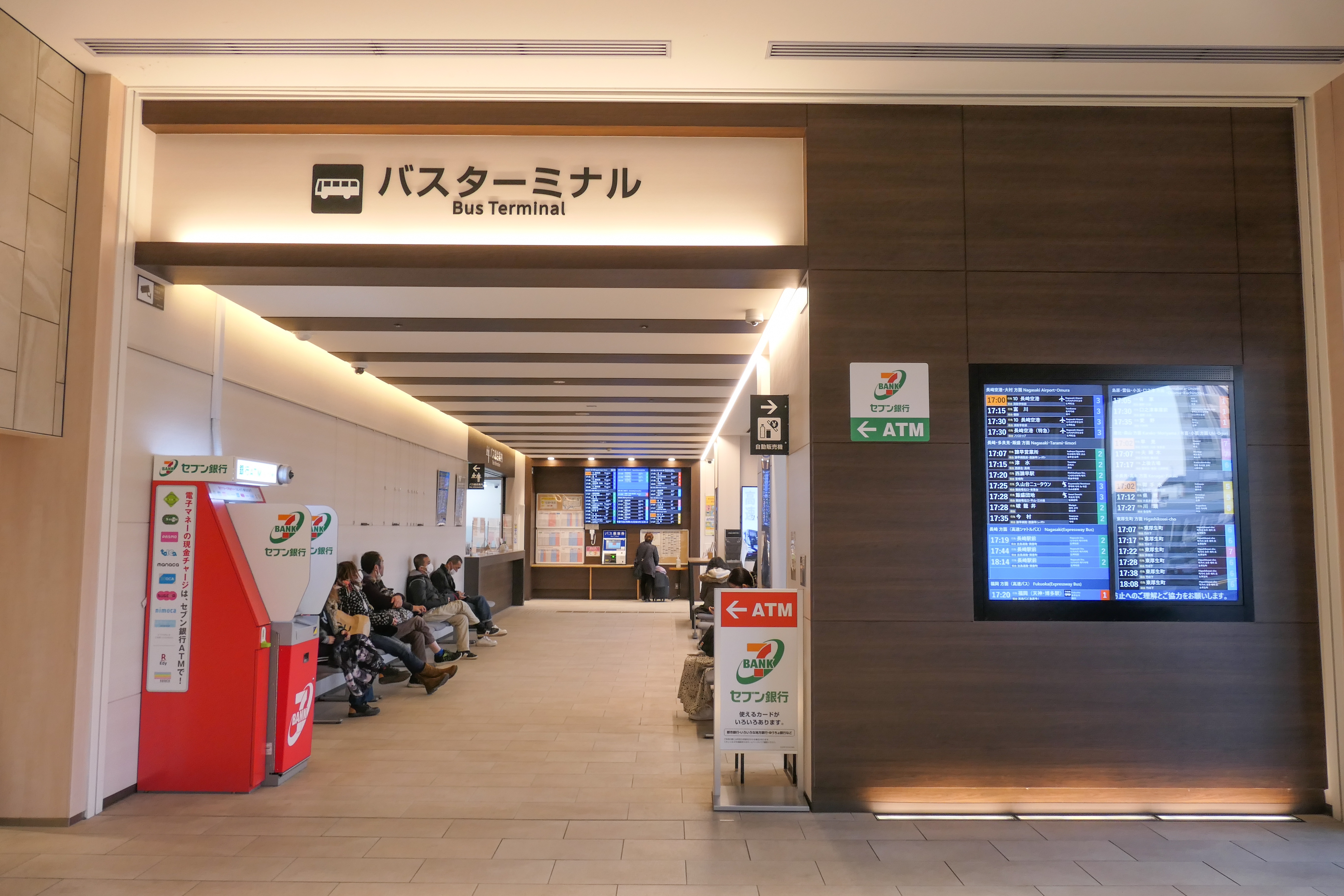
諫早駅バスターミナル（東口）

2022年5月16日より諫早駅再開発によって駅東口前には公共交通広場が整備され、長崎県営バス、島鉄バスの2社局が乗り入れ、ここから各方面へ向かうバスターミナルの役割を果たしている。広場内にはバス乗り場が7バース（うち1箇所は降車専用）設けられ、諫早市内をはじめ、長崎市・大村市・島原市・南島原市・雲仙市とを結ぶ一般路線バスや、長崎空港連絡バス、諫早－長崎間の高速シャトルバス、高速バス（福岡行き島原号）が発着している。バス停名は「諫早駅前」または「諫早駅」であるが、各事業者とも後述の理由から「長崎県営バス諫早駅前ターミナル」もしくは「県営諫早バスターミナル」と案内している。再開発後の駅舎ビル（イーサ）1階には長崎県交通局のターミナルが設置され、定期券やバスカードなどの一般路線バスの乗車券類はもとより、ここから発着する島原号をはじめ諫早ICを経由する高速バスのほか九州高速バス予約システム加盟各社の乗車券が購入できる。また、バス利用者のための待合室等も完備されている。
- かつて旧駅舎時代には、駅東口から徒歩2－3分ほど離れた場所に旧長崎県営バス諫早駅前ターミナルが存在し、そこから道路を挟んだ場所には島鉄諫早ターミナルホテルがあり、ホテル1階には島鉄諫早バスターミナルも備えてあり、長崎県営バスは前者から、島鉄バスは後者からと、それぞれ事業者別に乗り場が異なっていた。2007年3月31日をもって長崎県営バスの島原半島全路線撤退を機に島鉄諫早バスターミナルは閉鎖され、島鉄バスの諫早駅前バス乗り場は旧長崎県営バス諫早駅前ターミナルに統合される事となった。（島鉄諫早バスターミナル跡はテナントに改修され、居酒屋とクリーニング店が入居している。）
- その後、諫早駅再開発に伴い2022年5月16日より県営バスの諫早バスターミナルが新施設に移転し[19]、ターミナル（発券カウンター・待合室等）は諫早駅再開発ビル（イーサ）1階に設置され、その前面の諫早駅東内に乗降場7バースが設置される構成となった[19]。旧長崎県営バス諫早駅前ターミナルは移転と共に閉鎖され、土地は2023年2月の一般競争入札において熊本県の不動産業者「南栄開発」が落札し、その後建物は解体され、跡地はマンションが建つ予定となっている[20]。

### バスのりば
1乗り場のみ島鉄バス、その他は長崎県営バス（4乗り場（降車専用）は両社局共用）

## 隣の駅
九州旅客鉄道（JR九州）
■西九州新幹線
新大村駅 - 諫早駅 - 長崎駅
■長崎本線
- 特急「ふたつ星4047」停車駅

■区間快速「シーサイドライナー」
（大村線） - 諫早駅 - 喜々津駅
■快速「シーサイドライナー」
（大村線） - 諫早駅 - 西諫早駅
■普通
東諫早駅 - 諫早駅 - 西諫早駅
■大村線
- 特急「ふたつ星4047」停車駅（武雄温泉行きのみ）

■快速「シーサイドライナー」・■区間快速「シーサイドライナー」
大村駅 - 諫早駅 - （長崎本線長崎方面）
■普通
岩松駅 - 諫早駅 - （長崎本線長崎方面）
島原鉄道
■島原鉄道線
諫早駅 - 本諫早駅